# Canhão antigranizo

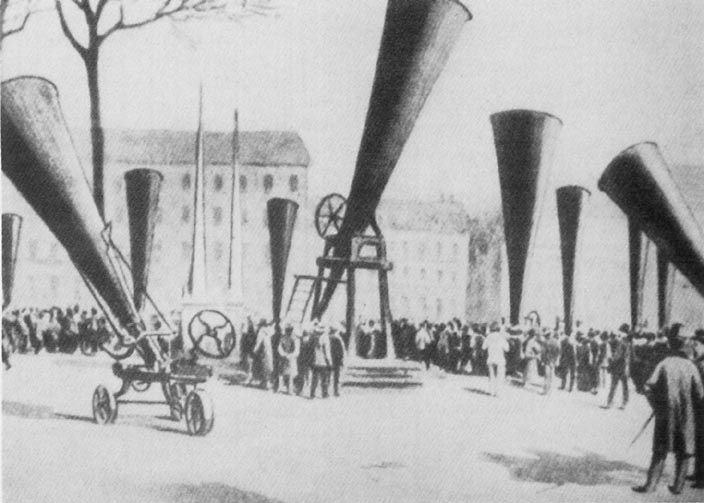
Canhões antigranizo em 1901

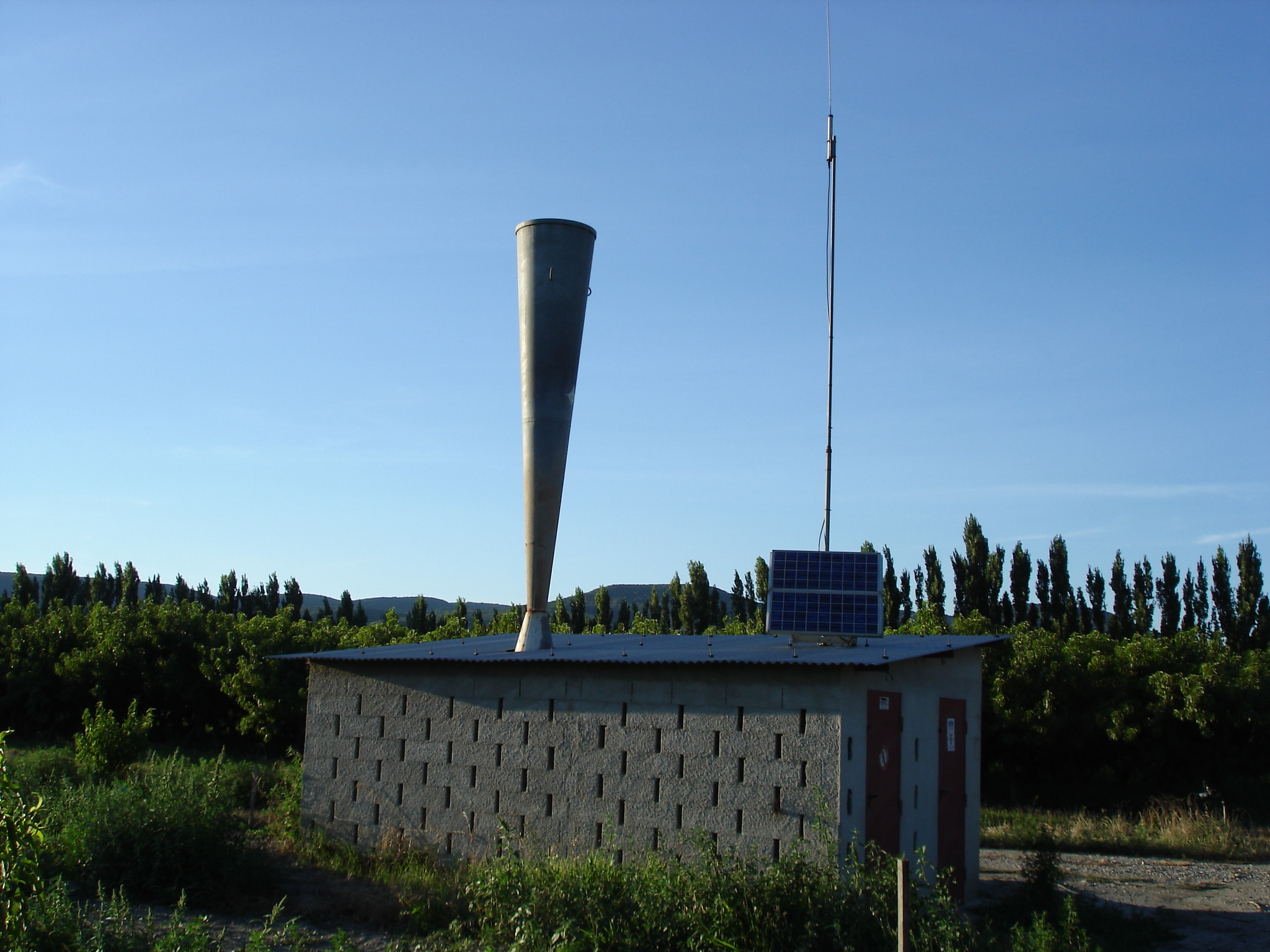
Canhão antigranizo em 2007

Um canhão antigranizo é um gerador de ondas de choque que supostamente interrompe a formação de pedras de granizo na atmosfera.
Estes dispositivos frequentemente geram conflitos entre agricultores e vizinhos quando são usados, pois são disparados repetidamente e em alto volume a cada 1 a 10, desde a aproximação de uma tempestade até sua passagem pela região. No entanto, não há evidências científicas de sua eficácia.

## Uso histórico
Nas regiões vinícolas francesas, os sinos das igrejas eram tradicionalmente tocados diante das tempestades que se aproximavam sendo posteriormente substituídos pelo disparo de foguetes ou canhões.

## Sistemas modernos
Uma mistura de acetileno e oxigênio é inflamada na câmara inferior da máquina. À medida que a explosão resultante passa pelo pescoço e entra no cone, ela se transforma em uma onda de choque. Essa onda de choque então viaja através das formações de nuvens acima, uma perturbação que, segundo os fabricantes, interrompe a fase de crescimento do granizo.
Os fabricantes afirmam que, em vez de cair como granizo, a precipitação ocorre na forma de neve úmida ou chuva. Alega-se que é fundamental que a máquina esteja em operação durante a aproximação da tempestade para influenciar a formação do granizo. Um dos fabricantes afirma que o raio de alcance eficaz de seu dispositivo é de aproximadamente 500 metros.

## Evidência científica
Não há evidências que comprovem a eficácia desses dispositivos. Uma revisão de 2006, realizada por Jon Wieringa e Iwan Holleman na revista Meteorologische Zeitschrift, analisou diversas medições científicas negativas e inconclusivas, concluindo que "o uso de canhões ou foguetes explosivos é um desperdício de dinheiro e esforço".
Há também razões para duvidar da eficácia dos canhões antigranizo de uma perspectiva teórica. Por exemplo, o trovão é uma onda sonora muito mais potente, e costuma ocorrer nas mesmas tempestades que geram granizo, mas não parece interferir no crescimento das pedras de granizo. Charles Knight, um físico de nuvens do Centro Nacional de Pesquisas Atmosféricas em Boulder, Colorado, afirmou em um artigo de jornal de 10 de julho de 2008: "Não encontro ninguém na comunidade científica que valide os canhões de granizo, mas há crentes em todos os tipos de coisas. Seria muito difícil provar que eles não funcionam, dado o quanto o clima é imprevisível."